# Dannilo Godoy
Dannilo Cavalcante Vieira (Bom Conselho, 17 de dezembro de 1984), é um fisioterapeuta, empresário e político brasileiro. É deputado estadual de Pernambuco pelo PSB.

## Biografia
Dannilo Godoy ocupa pela primeira vez uma cadeira na câmara estadual. Ele foi eleito em 2022 com 56.366 votos. Já exerceu o cargo de prefeito da cidade de Bom Conselho em Pernambuco.